# Bernardino de Sousa Monteiro
Bernardino de Sousa Monteiro (Cachoeiro de Itapemirim, 6 de outubro de 1865 — 12 de maio de 1930) foi um político brasileiro. Era irmão de Jerônimo de Sousa Monteiro, importante político do Espírito Santo durante a Primeira República.

## Ligações externas

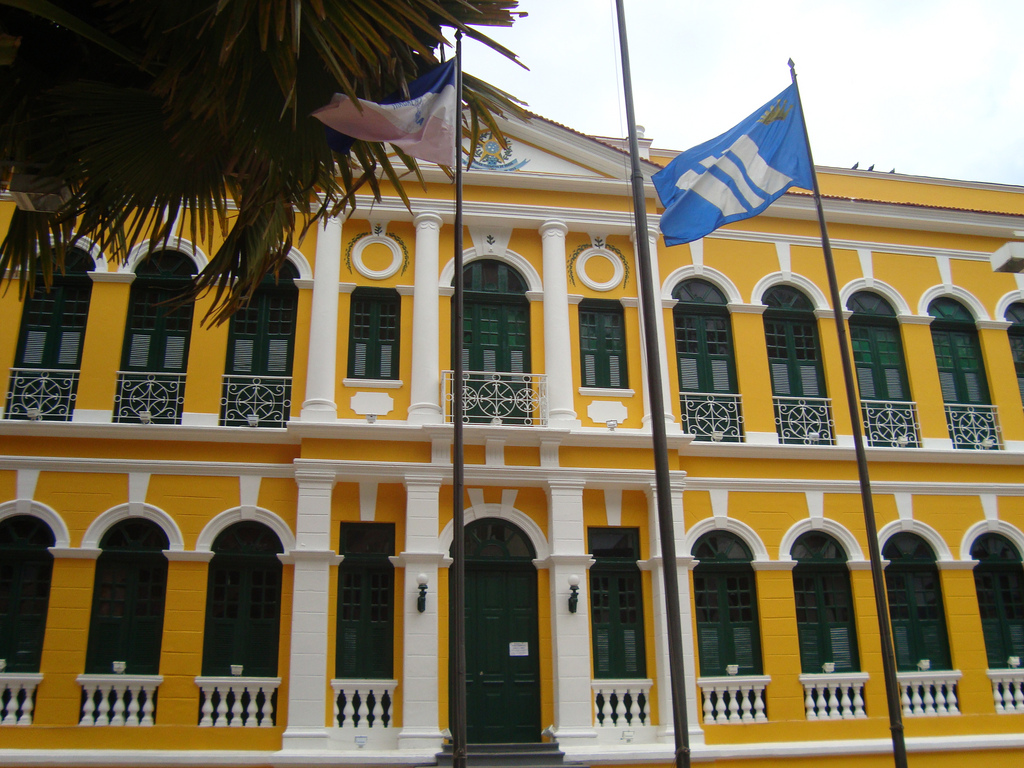
Edifício Bernardino Monteiro, atual sede da prefeitura de Cachoeiro de Itapemirim.